# 米州機構

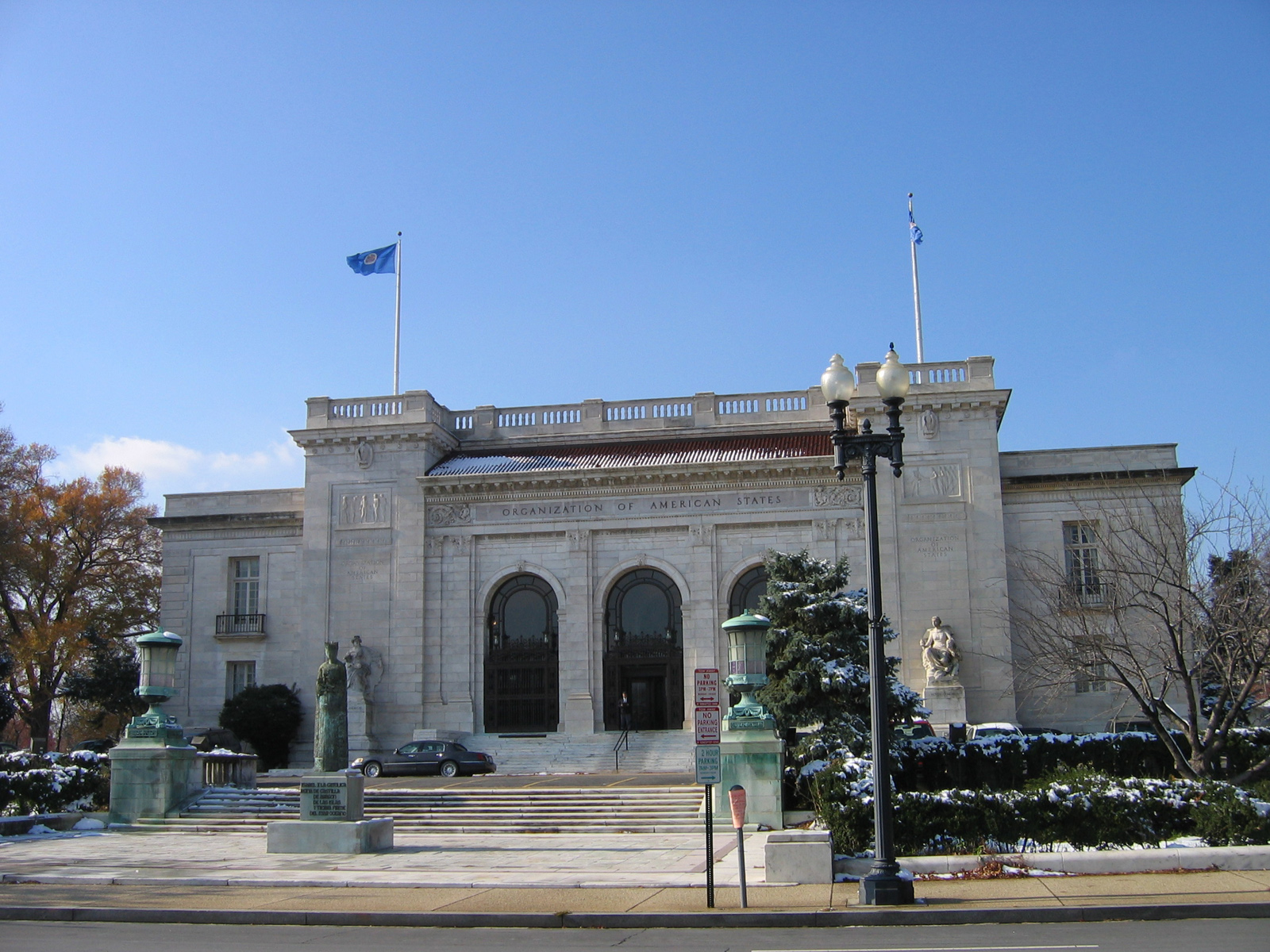
ワシントンD.C.にある本部

米州機構（べいしゅうきこう、英語: Organization of American States、フランス語: Organisation des États Américains、略称：OAS、OEA）は、1948年4月30日、21カ国により調印されたボゴタ憲章（米州機構憲章）に基づいて、1951年12月に発足した国際機関である。本部はアメリカ合衆国のワシントンD.C.にある。アメリカ州の国々の平和と安全保障・紛争の平和解決・加盟諸国の相互躍進を目的とする。

## 設立の経緯やその後の経過
1890年4月に発足した米州国際共和国連合（International Union of American Republics）と、1910年7月に発足した汎米連合（Pan American Union、米州連合とも）が前身である。
- 1948年4月 - コロンビアのボゴタで米州機構憲章が調印される。
- 1951年12月 - ボゴタ憲章に基づいて発足した。当初はアメリカ主導の反共主義同盟の色合いが濃く、アメリカによる中南米支配の道具と言われた。
- 1960年8月 - 6月にベネズエラで発生したロムロ・エルネスト・ベタンクール大統領暗殺未遂事件でラファエル・トルヒーヨ政権下のドミニカ共和国が関与したとされて除名され、経済制裁を発動される。同年7月にOASで採択された米州相互援助条約が初めて適用された。
- 1962年1月31日 - キューバ危機を期にキューバが除名される。
- 1965年5月 - ドミニカ内戦で平和維持活動として米州平和軍（英語版）を派遣する。（アメリカ軍によるドミニカ共和国占領 (1965年-1966年)）
- 2001年6月 - 第31回総会がコスタリカで開催され、加盟国を民主主義（≒資本主義）国に限定すべしという提案がアメリカより為されたが、採択されなかった。
- 2002年4月 - ベネズエラ政変でウゴ・チャベス政権の正当性を認めた。
- 2003年4月 - ベネズエラで国民和解の仲介をした。
- 2005年5月 - 事務総長にチリで内務大臣を務めたホセ・ミゲル・インスルサが就任した。アメリカが支持しなかった候補が選ばれたのは同機構の歴史で初である。
- 2009年
  - 4月 - 17日から3日間、トリニダード・トバゴの首都ポートオブスペインで第5回首脳会談が開かれた。
  - 6月2日 - ホンジュラスのサンペドロスラで総会。総会ではキューバを追放した1962年の決議無効を決定し、キューバの復帰を認めた[2]。しかしキューバはラウル・カストロ国家評議会議長が「OASは消え去るべき略語」、フィデル・カストロ前議長も「ゴミ溜め」とこき下ろしており復帰を拒否した。キューバは2015年のキューバの雪解けまで米州首脳会議に出席できなかった。
  - 6月28日 - 緊急会合で、ホンジュラスの軍事クーデターを非難。追放された大統領ホセ・マヌエル・セラヤ・ロサレスの即時無条件復帰を求める決議を採択[3]。7月4日までに復職させるよう申し入れたものの期限を過ぎても実行されなかったため、同日を以って構成国資格停止となった。
- 2010年
  - 3月 - 事務総長選挙が行われ、ホセ・ミゲル・インスルサが満場一致で再選[4]。
  - 11月13日 - ニカラグアとコスタリカの間で国境紛争が激化していることに関して、紛争地帯から軍隊を撤退するよう求める決議を採択した。国境紛争は両国の間を流れるサン・フアン川の河口にあるカレロ島の領有権争いで、19世紀から何度か交渉が行われているが未解決のままである。事の発端は、ニカラグアが10月中旬、麻薬組織取り締まりのために同島に軍隊を派遣したことに始まる。コスタリカ政府は、自国領土への侵略として、米州機構に提訴した。13日、ワシントンの米州機構本部で常設評議会は、両国の対話開始を要請する決議案を22ヵ国の賛成で採択した（棄権3、反対2、欠席7）。コスタリカ政府は決議を歓迎、ニカラグア政府は反発。14日にダニエル・オルテガ大統領はOASからの脱退を真剣に検討しなければいけないと発言した[5]。
- 2011年
  - 1月7日 - インスルサ事務総長は、前年末にベネズエラ国会[注釈 1]で成立した大統領授権法[注釈 2]をOASの民主主義憲法に違反すると批判した。同事務総長は旧国会が新国会の権限を18ヶ月間制限し、民主主義国家では考えられないことと批判。ベネズエラのチャベス政権は内政干渉として反発している。
  - マヌエル・セラヤ大統領の帰国に伴いホンジュラスが復帰。
  - 12月2日 - ベネズエラの呼びかけでラテンアメリカ諸国により、北アメリカ（アメリカとカナダ）を排除してキューバを受け入れる「ラテンアメリカ・カリブ諸国共同体」が結成される。
- 2013年
  - 7月9日 - 緊急会合でボリビア大統領専用機がヨーロッパ各国（フランス、ポルトガル、イタリア、スペイン）から着陸拒否を受けた問題を巡り、この4ヶ国を非難しボリビアへの連帯を全会一致で決議[6]。
- 2017年
  - 4月26日 - 国内の反政府デモへの対応に、機構参加国からの強い非難を受けていたベネズエラが脱退を表明した。正式な脱退までは2年ほどかかると見られている[7]。
- 2021年
  - 11月19日 - 米州機構による11月総選挙（英語版）には正当性がないとの批判に反発していたニカラグアが、脱退手続きを開始したことを公表[8]。その後、2023年11月19日付で脱退した[9]。

## 機構

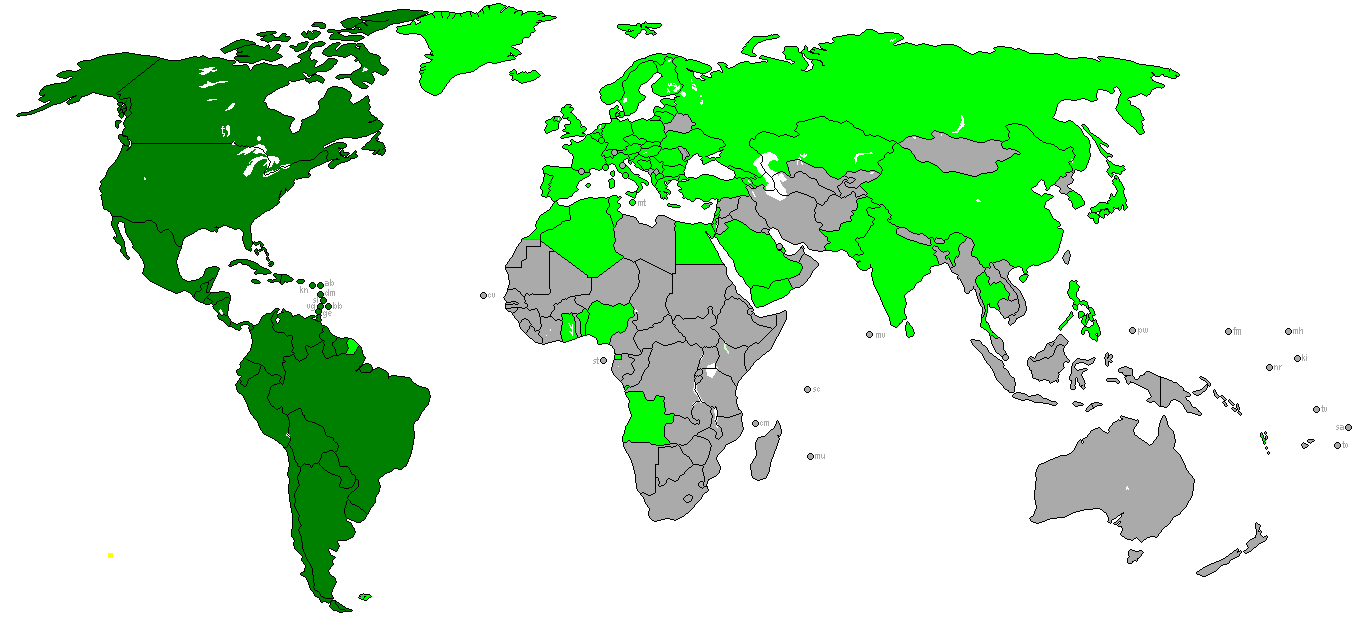
加盟国
オブザーバー

最高意思決定機関として総会（General Assembly）が置かれている（第54条）。総会は通例として毎年開催される（第57条）。また、諮問機関として外務大臣協議会（Meeting of Consultation of Ministers of Foreign Affairs）が置かれている（第61条）。さらに具体的な諸問題を検討する機関として常設理事会（Permanent Council）がある（第80条）。常設委員会は大使の資格を持つ各国1名の代表から構成される。米州人権条約（アメリカとカナダは批准していない）を基にした、米州人権委員会と米州人権裁判所を有する。ただし、1970年代以降は最重要の問題を扱う場ではなくなり、代わりに近年は米州首脳会議が定例化している。
2022年3月現在の事務総長は、2015年5月に就任したウルグアイのルイス・アルマグロ（Luis Almagro）元外相である。

## 参加加盟国

加盟国の排他的経済水域

加盟国は南北アメリカとカリブ海の全ての35カ国の独立主権国で、日本を含む59カ国とヨーロッパ連合が常任オブザーバーの資格を持つ。
グリーンランド、プエルトリコ、カリブ海にあるイギリス、フランス、オランダの海外領土及びオランダ王国の構成体であるアルバ、キュラソー、シント・マールテン、南アメリカのフランス領ギアナなどはいずれも独立国では無いため、参加資格を有しない。

### 原加盟国
- アルゼンチン
- ボリビア
- ブラジル
- チリ
- コロンビア
- コスタリカ
- キューバ[注釈 3]
- ドミニカ共和国
- エクアドル
- エルサルバドル
- グアテマラ
- ハイチ
- ホンジュラス[注釈 4]
- メキシコ
- パナマ
- パラグアイ
- ペルー
- アメリカ合衆国
- ウルグアイ
- ベネズエラ

### 以降の加盟国
- バルバドス（1967年加盟）
- トリニダード・トバゴ（1967年加盟）
- ジャマイカ（1969年加盟）
- グレナダ（1975年加盟）
- スリナム（1977年加盟）
- ドミニカ国（1979年加盟）
- セントルシア（1979年加盟）
- アンティグア・バーブーダ（1981年加盟）
- セントビンセント・グレナディーン（1981年加盟）
- バハマ（1982年加盟）
- セントクリストファー・ネイビス（1984年加盟）
- カナダ（1990年加盟）
- ベリーズ（1991年加盟）
- ガイアナ（1991年加盟）

### 非加盟領域
- アンギラ
- アルバ
- バミューダ
- ボネール
- イギリス領ヴァージン諸島
- ケイマン諸島
- キュラソー
- フォークランド諸島
- フランス領ギアナ
- グリーンランド
- グアドループ
- マルティニーク
- モントセラト
- プエルトリコ
- サバ
- サン・バルテルミー
- サン・マルタン
- サンピエール島・ミクロン島
- シント・マールテン
- シント・ユースタティウス
- サウスジョージア・サウスサンドウィッチ諸島
- タークス・カイコス諸島
- アメリカ領ヴァージン諸島

### オブザーバー
- 欧州連合
- アルバニア
- アルジェリア
- アンゴラ
- アルメニア
- オーストリア
- アゼルバイジャン
- ベルギー
- ベナン
- ボスニア・ヘルツェゴビナ
- ブルガリア
- 中国
- クロアチア
- キプロス
- チェコ
- デンマーク
- エジプト
- 赤道ギニア
- エストニア
- フィンランド
- フランス
- ジョージア
- ドイツ
- ガーナ
- ギリシャ
- ハンガリー
- アイスランド
- インド
- アイルランド
- イスラエル
- イタリア
- 日本
- カザフスタン
- 韓国
- ラトビア
- レバノン
- リトアニア
- ルクセンブルク
- 北マケドニア
- マルタ
- モナコ
- モロッコ
- オランダ
- ナイジェリア
- ノルウェー
- パキスタン
- フィリピン
- ポーランド
- ポルトガル
- カタール
- ルーマニア
- ロシア[注釈 5]
- サウジアラビア
- セルビア
- スロバキア
- スロベニア
- スペイン
- スリランカ
- スウェーデン
- スイス
- タイ
- チュニジア
- トルコ
- ウクライナ
- イギリス
- バヌアツ
- バチカン
- イエメン

### かつて加盟していた国
- ニカラグア - 2023年脱退。